# Jumeirah Island 2
Jumeirah Island 2 (in arabo جزيرة جميرا 2 ‎?), è una comunità dell'Emirato di Dubai, negli Emirati Arabi Uniti. Si trova nel Settore 3 nella zona occidentale di Dubai e coincide con l'omonima isola artificiale.

## Territorio
Il territorio della comunità occupa una superficie di 0,1 km² e coincide con quello dell'isola artificiale di Jumeirah Island 2.
L'isola si trova a circa 500 metri al largo di fronte allo sbocco meridionale del Dubai Water Canal. L'isola non ha collegamenti stradali con la terraferma e l'unico modo per raggiungerla è via mare, oppure per via aerea, visto che dispone di una piattaforma per l'atterraggio di elicotteri.
L'isola è privata e ospita la residenza personale dello sceicco Hamdan Bin Rashid Al Maktoum, fratello dell'attuale regnante di Dubai Mohammed bin Rashid Al Maktoum.